# Classe Desna
Le unità appartenenti alla classe Desna (progetto 1559  secondo la classificazione russa) sono navi progettate per il controllo della rotta dei missili. Ne sono state costruite due, oggi non più operative.

## Tecnica e servizio
La dotazione elettronica di queste navi era estremamente completa. Infatti, erano dotate di due radar da navigazione Don-2, un radar da ricerca aerea Head Netr-B, un radar da inseguimento Ship Globe.
Inoltre, in funzione EW, erano munite di due sistemi Watch Dog.
In totale ne furono costruite due, Chazhma e Chumikan, nei cantieri di Warnemude nell'allora Germania Est.
Oggi sono state entrambe radiate.